# Aristandro
Aristandro (en griego antiguo Αρίστανδρος ο Τελμησσεύς, Aristandros) fue un adivino griego oriundo de Telmeso, Caria. Acompañó a Alejandro Magno en sus viajes, convirtiéndose en su vidente personal.

## Biografía
Según algunas fuentes, habría formado parte de la corte de Filipo II, padre de Alejandro, desde antes del nacimiento de este, habiendo interpretado correctamente el sueño de la reina Olimpia sobre su preñez. Aunque algunos eventos relacionados con Aristandro están difuminados por la historia, o han sido expuestos como ficticios, se trató de una figura altamente influyente sobre Alejandro y una presencia fundamental en sus campañas. Existen indicios de que escribió varios tratados sobre adivinación, pero también es posible que éstos le fueran atribuidos espuriamente.